# نیروگاه برق آبی لومی
نیروگاه برق آبی لومی (به لاتین: Lomi Hydroelectric Power Station) یک نیروگاه برقابی در نروژ است که در فاوسکه واقع شده‌است.